# 機動再突入体

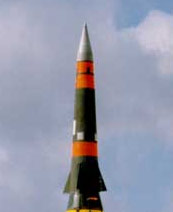
パーシング II上段。終末期アクティブホーミング誘導を備えたMARVを搭載している。

機動再突入体（英語: Maneuverable reentry vehicle、MARVまたはMaRV）は、弾道ミサイルにおいて地上の目標を自律的に追尾できる弾頭をいう。機動式再突入体あるいは機動可能再突入体とも。発射後、飛行軌道を繰り返し変更しても目標を見失わないようにするため終末期電波ホーミング誘導が必要になる場合があり、最初期のMARV搭載弾道ミサイルであるパーシング IIでも採用されている。

## 高度化MARV

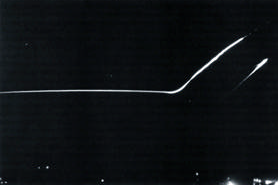
1980年初頭の高度化MARVの飛行試験の際の飛跡。上側の光の筋が再突入体の飛跡であり、その下の飛跡はブースタータンクのもの。右下隅に見えるのは実験場である太平洋のクェゼリン環礁からの光。

高度化MARV（Advanced MARV、AMaRV）はマクドネル・ダグラス社が試作したもので、4体製作されて再突入体の技術を大きく飛躍させた。3体がそれぞれ1979年12月20日、1980年10月8日、1981年10月4日にミニットマン-Iに搭載して発射された。AMaRVの再突入時質量は約470kgで、前半部は先端半径2.34cm、後端半径14.6cmで頂角20.8°の円錐形、後半部は頂角12°の円錐形をしており、全体の軸方向長さは2.079メートルであった。 AMaRVの正確な図や写真はこれまでに公開されておらず、公開されたものはヘアピンターンの軌道プロットとAMaRVらしきものの概略スケッチのみである。
AMaRVの姿勢は、スプリット・ボディ・フラップ（スプリット・ウィンドワード・フラップとも）と、再突入体側面に取り付けられた2つのヨー・フラップにより制御された。フラップの制御は油圧装置により行われ、AMaRVは弾道弾迎撃ミサイル（ABM）による迎撃を回避するために設計された完全自律型誘導装置により誘導されるようになっていた。

## MARV対応ミサイル
中華人民共和国
- B-611 （配備中）
- DF-15B （配備中）
- DF-21D （配備中）

 インド
- アグニII（英語版）（配備中）
- アグニP（英語版）（試験済）

 イラン
- エマード（配備中）

 朝鮮民主主義人民共和国
- KN-18 （試験済、配備状況不明）[2][3]

 大韓民国
- 玄武-2C （配備中）

 ソビエト連邦
- R-27K （計画中止）

 アメリカ合衆国
- パーシング II （退役済）